# Regine Mispelkamp
Regine Mispelkamp (* 9. Dezember 1970 in Heilbronn) ist eine deutsche Behindertensportlerin.

## Leben und Karriere
Regine Mispelkamp wollte trotz ihrer schweren Behinderung (Behindertengrad V) auf die Ausübung von Leistungssport nicht verzichten und wählte das Reiten als für sie in Frage kommende Sportart. Da sie hervorragende Leistungen im Reitsport erreichte, wurde sie Mitglied der Deutschen Behinderten Nationalmannschaft, mit der sie an den Paralympischen Sommerspielen 2020 im Jahre 2021 in Tokio teilnahm. In der Disziplin Individuell Freestyle wurde sie Dritte und errang damit eine Bronzemedaille. Für den Gewinn dieser Medaille wurde sie am 8. November 2021 vom Bundespräsidenten Frank-Walter Steinmeier mit dem Silbernen Lorbeerblatt ausgezeichnet.
Bei den Sommer-Paralympics 2024 in Paris gewann sie mit dem Pferd Highlander Delight's im Einzel-Wettbewerb Silber.